# 横浜市立上郷中学校
横浜市立上郷中学校（よこはましりつ かみごうちゅうがっこう）は、神奈川県横浜市栄区犬山町にある公立中学校。

## 歴史
- 1975年 - 創立
- 1985年 - 校歌制定
- 2015年4月 - 横浜市立庄戸中学校を本校に統合[1]

## 部活動
運動部
- 陸上競技部
- 野球部
- サッカー部
- 女子バドミントン部
- 男子バレーボール部
- 女子バレーボール部
- 硬式テニス部
- バスケットボール部
- 水泳部

文化部
- 吹奏楽部
- 美術部

## 著名な出身者
- ヒダノ修一 - 太鼓ドラマー
- 岩崎智史 - 元プロ野球選手
- 佐々木絵美子 - 元チェキッ娘
- 聖乃あすか - 宝塚歌劇団花組男役
- 乙坂智 - 元横浜DeNAベイスターズ）
- 脇坂泰斗 - 川崎フロンターレ